# 阿什福德城堡
阿什福德城堡（英語：Ashford Castle）是愛爾蘭共和國的一座始建於中世紀，在維多利亞時代大規模擴建的城堡。這座城堡靠近梅奧郡和戈尔韦郡交界處的孔鎮，地處科里布湖的戈尔韦郡一側。現在該城堡被作為一座高檔五星級酒店使用，是世界領導酒店的一員，曾經由吉尼斯家族所有。

## 早期歷史

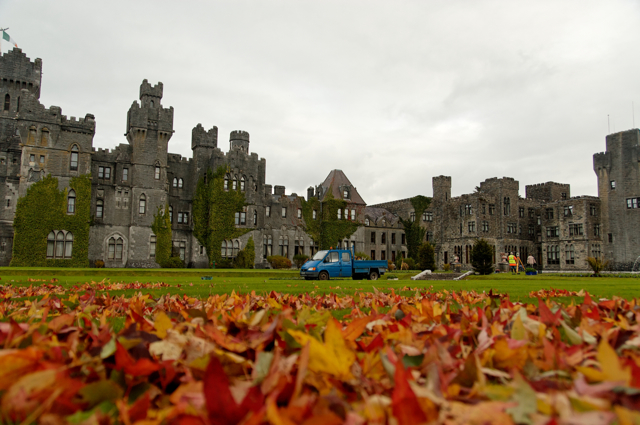
充滿秋天落葉的阿什福德城堡前景

1228年，盎格魯-諾曼伯克家族在修道院遺址附近修建了一座城堡。
此後伯克家族統治了這座城堡長達三個半世紀。在經過伯克家族和英格蘭官員理查·賓漢姆之間的一場激烈戰鬥之後，阿什福德城堡在1589年易手賓漢姆。
通過皇家御賜，布朗家族的多米尼克·布朗在1670年或1678年獲得了這座城堡。1715年，布朗家族創建了阿什福德莊園，並修建了一座17世紀法式城堡風格的狩獵小屋。現在城堡屋頂上的雙頭鷹標誌即是布朗家族的徽章。
18世紀後期，布朗家族的分支之一仍然居住在城堡內。19世紀早期，托馬斯·埃爾伍德是布朗家族在阿什福德城堡的代理人，並在1814年時住在城堡內。

## 維多利亞時期的重建

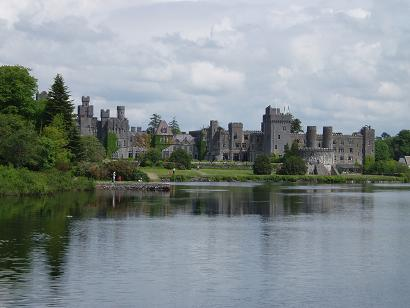
自科里布湖望阿什福德城堡

1852年，本傑明·李·吉尼斯爵士購買了阿什福德城堡。他按照維多利亞風格對城堡進行了大幅擴建。吉尼斯還將莊園面積擴大至26,000英畝（110平方），並修建了新的道路，種植了數千株樹木。當本傑明在1868年去世後，莊園由他的兒子亞瑟·吉尼斯繼承。他進一步以新哥特式風格擴建了建築。亞瑟還邀請建築師詹姆斯·富蘭克林·富勒和喬治·阿什林重建了城堡的西翼。新建築連接了城堡東側修建於18世紀早期的部分和西側兩座伯克時期的塔。

## 酒店
阿什福德城堡後來由亞瑟的侄子阿內斯特·吉尼斯（Ernest Guinness）繼承，並在1939年出售給諾爾·休嘉德（Noel Huggard）。休嘉德將城堡改建為酒店。他的父母自1910年開始就在沃特維爾經營酒店。而他的孫女現在仍在經營巴特勒阿姆斯酒店。

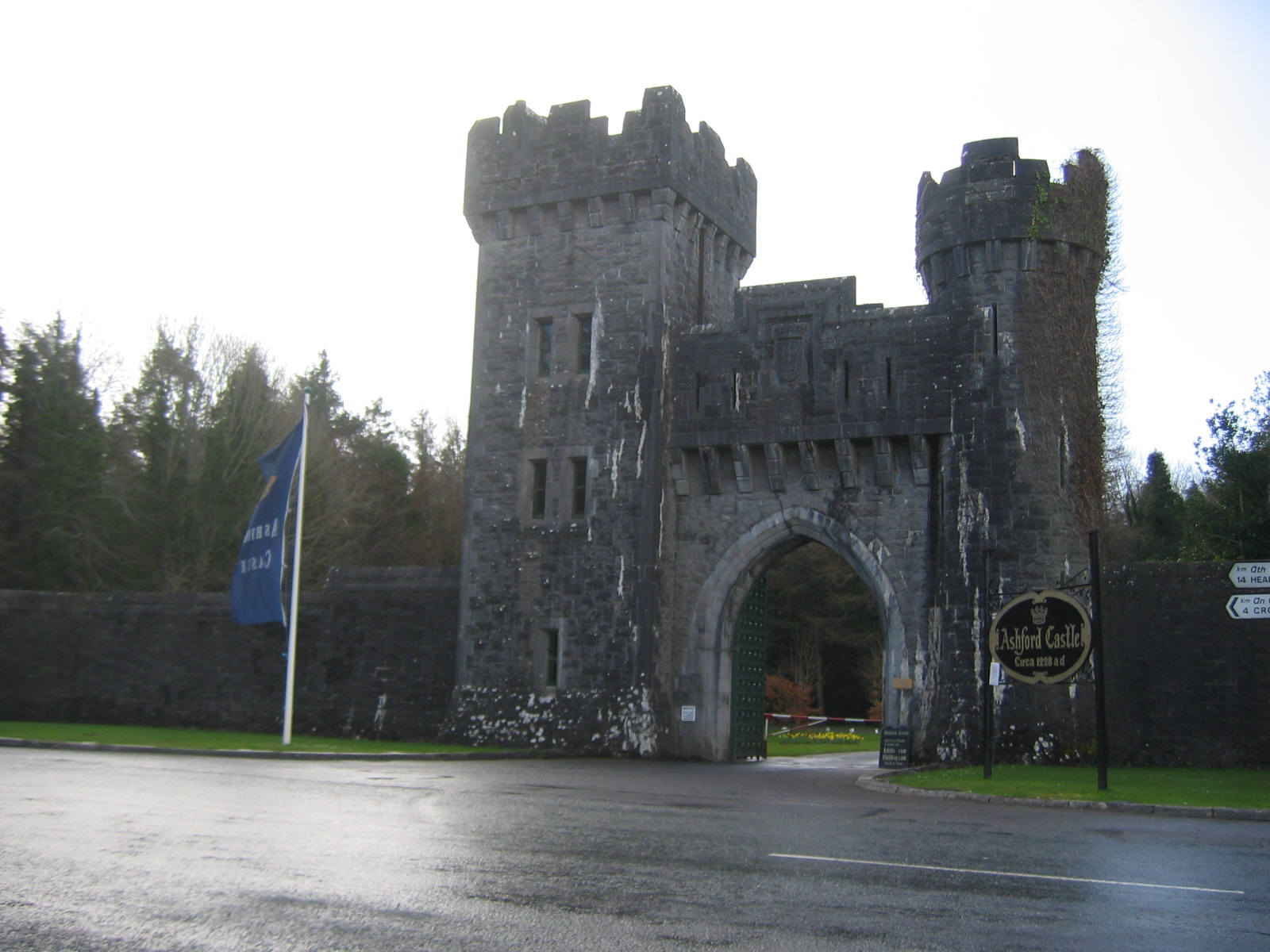
城堡的主要入口

1970年，約翰·穆卡希（John Mulcahy）購買了城堡，並進行全面修復和擴建，將城堡面積翻倍，還修建了高爾夫球場和花園。1985年，一個愛爾蘭裔美國人投資集團（成員包括查克·費尼和托尼·奧萊利）購買了阿什福德城堡。2007年，這些投資人以5,000萬歐元的價格將城堡出售給戈尔韦不動產投資人蓋瑞·巴列特及他的家人。購買城堡的資金來自於蘇格蘭銀行。酒店由愛爾蘭酒店管理公司Tifco管理。2012年9月，《悅遊》雜誌投票將阿什福德城堡選為愛爾蘭最佳度假地和歐洲第三佳度假地。
2012年10月，阿什福德城堡以2,500萬歐元的價格掛牌出售。酒店現有83間臥室，其中6個是客房。2013年5月，該酒店被紅康乃馨酒店（Red Carnation Hotels）以2,000萬歐元的價格收購。

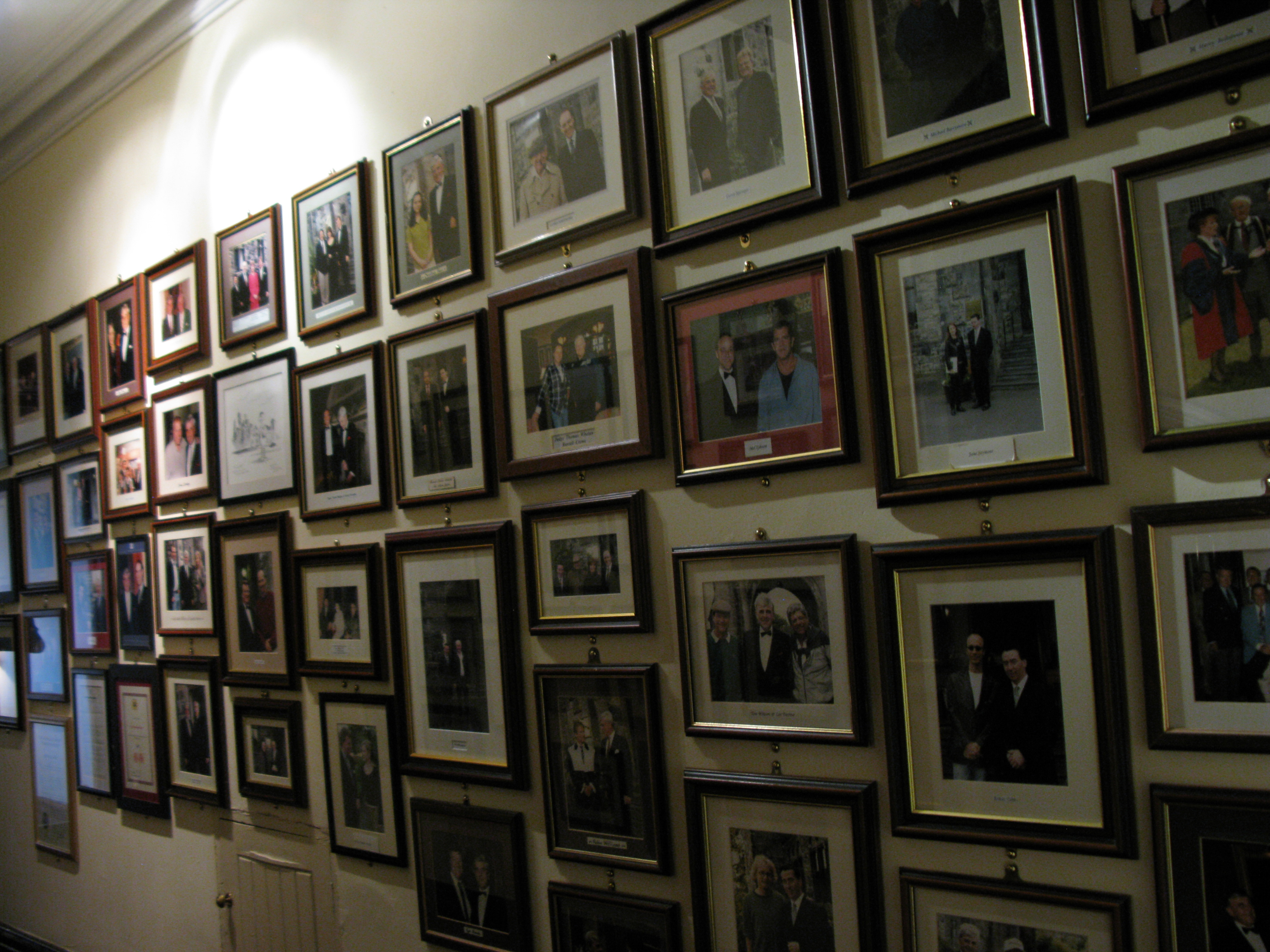
二層畫廊展示了曾下榻阿什福德城堡的名人

2014年1月，新業主購買了附近的Lisloughrey Lodge，並計劃將其併入度假村。
現在阿什福德城堡六成的客人來自美國，三成來自愛爾蘭，一成來自其它地區。客人中以加利福尼亞人佔據最大比例。
2015年4月，在經過大修之後，阿什福德城堡重新開業。所有820面窗戶都被更換，並安裝了一個新的屋頂。改裝耗資約4,700萬歐元。
許多名人都曾下榻這裡，包括威爾斯親王夫婦（後來的喬治五世和瑪麗王后）；約翰·列儂；喬治·哈里森；奧斯卡·王爾德（他的父親威廉·王爾德在阿什福德附近擁有一座莊園，奧斯卡在那裡度過了他的大部分童年）；罗纳德·里根；威塞克斯伯爵爱德华王子；泰德·肯尼迪；約翰·韋恩；瑪琳·奧哈拉；羅賓·威廉斯；畢·彼特；皮尔斯·布鲁斯南；蘭尼埃三世和葛麗絲·凱莉夫婦。職業高爾夫球手羅伊·麥克羅伊於2017年4月22日在這裡和Erica Stoll舉辦婚禮。

## 外部連結
- Web site of Ashford Castle （页面存档备份，存于）
- National Inventory of Architectural Heritage, entry for main castle （页面存档备份，存于）
- Ashford Castle in the Irish Tourist Association Survey of 1945